# Филдинг, Рой
Рой Томас Филдинг (англ. Roy Thomas Fielding; 1965, Лагуна-Бич, Калифорния, США) — американский учёный, один из основных авторов спецификации HTTP и создатель REST, соучредитель проекта Apache HTTP Server.

## Биография
Филдинг родился в 1965 году в Лагуна-Бич, Калифорния. Шутливо описывает себя как «частично маори, киви, янки, ирландец, шотландец, британец и пляжный бездельник из Калифорнии». В 1999 году журнал Technology Review TR100 Массачусетского технологического института (MIT) назвал его одним из 100 лучших новаторов в мире в возрасте до 35 лет. В 2000 году получил докторскую степень в Калифорнийском университете в Ирвайне.